# Karl Sturm (Jurist)
Karl Wilhelm Sturm (* 13. August 1878 in Molsberg (Landkreis Westerburg); † 28. Oktober 1960 in Oberlahnstein) war ein deutscher Jurist und Abgeordneter des Provinziallandtages der Provinz Hessen-Nassau.

## Leben
Karl Sturm wurde als Sohn des Anton Sturm (1845–1916) und dessen Ehefrau Margareta Böhner (1851–1935) geboren und studierte, nachdem er im Frühjahr 1898 im Internat in Hadamar die Abiturprüfung abgelegt hatte, Rechtswissenschaften an der Philipps-Universität Marburg. 1912 ließ er sich als Sozius in der Anwaltskanzlei seines Schwiegervaters Anton Dahlem nieder. Er betätigte sich in der Kommunalpolitik und wurde 1916 als Mitglied der Zentrumspartei Stadtverordneter in Oberlahnstein, wo er von 1919 bis 1933 das Amt des Stadtverordnetenvorstehers innehatte.
1920 erhielt er ein Mandat für den Nassauischen Kommunallandtag des preußischen Regierungsbezirks Wiesbaden bzw. den Provinziallandtag der Provinz Hessen-Nassau.
Nach seinem Ausscheiden aus den Parlamenten wurde Hermann Geil sein Nachfolger.
In den Jahren von 1946 bis 1952 war er noch einmal Stadtverordneter in Oberlahnstein, wo er Vorsitzender der CDU-Fraktion war.
Sturm hatte am 6. August 1912 in Niederlahnstein Elisabeth Franziska Dahlem (1893–1973, Tochter des Anton Dahlem und der Anna Maria Dehe) geheiratet.
Er war Mitglied der katholischen Studentenverbindungen KStV Thuringia Marburg und KStV Askania Berlin im KV.

## Auszeichnungen
- Ehrenbürger von Oberlahnstein, verliehen 1959[2]
- Freiherr-vom-Stein-Plakette